# Scotolemon navaricus
Scotolemon navaricus is een hooiwagen uit de familie Phalangodidae.